# Llista d'espècies animals en perill crític d'extinció
El 29 de gener de 2010, la Llista Vermella de la UICN identificava com en perill crític 1.859 espècies, subespècies i varietats del regne animal.

## Anèl·lids

### Oligoquets

#### Haplotàxids

##### Tubifícids
- Phallodrilus macmasterae

### Poliquets

#### Aciculats

##### Neríl·lids
- Mesonerilla prospera

## Artròpodes

### Aràcnids

#### Aranyes

##### Terafòsids
- Poecilotheria hanumavilasumica
- Poecilotheria metallica

### Crustacis

#### Amfípodes

##### Bogidièl·lids
- Bogidiella bermudensis

##### Foxocefàlids
- Cocoharpinia iliffei

##### Gammàrids
- Gammarus desperatus

##### Hàdzids
- Pseudoniphargus grandimanus

##### Ingolfièl·lids
- Ingolfiella longipes

##### Liljebòrgids
- Idunella sketi

##### Paramelítids
- Aquadulcaris pheronyx

#### Anostracis

##### Branquinèctids
- Branchinecta belki
- Branchinecta mexicana

##### Estreptocefàlids
- Streptocephalus gracilis
- Streptocephalus moorei

##### Linderièl·lids
- Dexteria floridana

##### Tamnocefàlids
- Branchinella lithaca

#### Calanoïdeus

##### Epacteríscids
- Erebonectes nesioticus

##### Platicòpids
- Antrisocopia prehensilis
- Nanocopia minuta

##### Pseudociclòpids
- Paracyclopia naessi

#### Ciclopoïdeus

##### Espeleoitònids
- Speleoithona bermudensis

#### Decàpodes

##### Astàcids
- Pacifastacus fortis
- Pacifastacus nigrescens

##### Àtids
- Typhlatya iliffei

##### Cambàrids
- Cambarus tartarus
- Cambarus zophonastes
- Fallicambarus petilicarpus
- Orconectes saxatilis
- Orconectes shoupi
- Procambarus angustatus
- Procambarus attiguus
- Procambarus delicatus
- Procambarus morrisi
- Procambarus nueces
- Procambarus rogersi expletus
- Procambarus steigmani
- Procambarus texanus

##### Gecarcinúcids
- Ceylonthelphusa callista
- Ceylonthelphusa durrelli
- Ceylonthelphusa kotagama
- Ceylonthelphusa nana
- Ceylonthelphusa nata
- Ceylonthelphusa orthos
- Ceylonthelphusa sanguinea
- Ceylonthelphusa savitriae
- Clinothelphusa kakoota
- Mahatha helaya
- Mahatha iora
- Mahatha lacuna
- Mahatha regina
- Oziothelphusa intuta
- Oziothelphusa kodagoda
- Parathelphusa reticulata
- Perbrinckia cracens
- Perbrinckia enodis
- Perbrinckia fido
- Perbrinckia gabadagei
- Perbrinckia glabra
- Perbrinckia morayensis
- Perbrinckia punctata
- Perbrinckia quadratus
- Perbrinckia rosae
- Perbrinckia scitula
- Phricotelphusa hockpingi

##### Hipolítids
- Barbouria cubensis
- Somersiella sterreri

##### Potàmids
- Geothelphusa lanyu
- Geothelphusa lutao
- Johora singaporensis

##### Potamonàutids
- Liberonautes grandbassa
- Liberonautes lugbe

##### Procarídids
- Procaris chacei

##### Pseudotelfúsids
- Strengeriana antioquensis
- Tehuana veracruzana

#### Halocíprides

##### Halociprídids
- Spelaeoecia bermudensis

#### Isòpodes

##### Antúrids
- Curassanthura bermudensis

##### Atlantasèl·lids
- Atlantasellus cavernicolus

##### Cirolànids
- Bermudalana aruboides

##### Esferomàtids
- Thermosphaeroma cavicauda
- Thermosphaeroma dugesi
- Thermosphaeroma macrura
- Thermosphaeroma smithi

#### Mictacis

##### Mictocarídids
- Mictocaris halope

#### Misofroids

##### Misòfrids
- Speleophria bivexilla
- Speleophria scottodicarloi

#### Misidacis

##### Mìsids
- Bermudamysis speluncola
- Platyops sterreri

#### Podocòpides

##### Ciprídids
- Kapcypriodopsis barnardi

### Diplòpodes

#### Espirostrèptids

##### Espirostrèptids
- Doratogonus major

### Insectes

#### Anoplurs

##### Hematopínids
- Haematopinus oliveri

#### Coleòpters

##### Caràbids
- Elaphrus viridis

##### Ditíscids
- Hydrotarsus compunctus
- Meladema imbricata

##### Escarabèids
- Prodontria lewisi

##### Lucànids
- Colophon berrisfordi
- Colophon cassoni
- Colophon montisatris
- Colophon primosi

##### Sílfids
- Nicrophorus americanus

##### Tenebriònids
- Polposipus herculeanus

#### Dermàpters

##### Labidírids
- Labidura herculeana

#### Dípters

##### Blefarocèrids
- Edwardsina tasmaniensis

#### Fàsmids

##### Fasmàtids
- Insecte bastó de l'illa de Lord Howe

#### Himenòpters

##### Àpids
- Bombus franklini

##### Formigues
- Adetomyrma venatrix
- Aneuretus simoni
- Nothomyrmecia macrops

#### Lepidòpters

##### Esfíngids
- Euproserpinus wiesti

##### Licénids
- Chrysoritis cotrelli
- Lepidochrysops lotana
- Polyommatus humedasae

##### Nimfàlids
- Heliconius nattereri
- Parantica davidi

##### Papiliònids
- Atrophaneura jophon

##### Pièrids
- Pieris wollastoni

#### Odonats

##### Amfipterígids
- Pentaphlebia gamblesi

##### Cenagriònids
- Acanthagrion taxaense
- Boninagrion ezoin
- Coenagriocnemis insularis
- Megalagrion leptodemas
- Megalagrion molokaiense
- Megalagrion nesiotes
- Minagrion ribeiroi
- Proischnura polychromaticum
- Pseudagrion mascagnii

##### Clorocífids
- Chlorocypha jejuna
- Platycypha amboniensis
- Platycypha pinheyi
- Rhinocypha ogasawarensis

##### Clorogòmfids
- Chlorogomphus brunneus keramensis

##### Cordulegastridae
- Cordulegaster helladica kastalia

##### Cordúlids
- Austrocordulia leonardi

##### Eufeids
- Cryptophaea saukra

##### Gòmfids
- Anisogomphus solitaris
- Burmagomphus sivalikensis
- Heliogomphus ceylonicus
- Heliogomphus lyratus
- Heliogomphus nietneri

##### Lèstids
- Indolestes boninensis
- Sinhalestes orientalis

##### Libel·lúlids
- Boninthemis insularis
- Elga newtonsantosi
- Erythrodiplax acantha
- Erythrodiplax nivea
- Libellula angelina
- Micrathyria kleerekoperi
- Micromacromia miraculosa
- Neodythemis takamandensis
- Sympetrum evanescens
- Tetrathemis denticauda
- Tetrathemis ruwensoriensis
- Trithemis nigra
- Zygonychidium gracile

##### Macròmids
- Macromia flinti

##### Megapodagriònids
- Amanipodagrion gilliesi
- Nesolestes nigeriensis

##### Platicnemídids
- Oreocnemis phoenix
- Platycnemis pembipes
- Risiocnemis seidenschwarzi

##### Platistíctids
- Drepanosticta adami
- Drepanosticta austeni
- Drepanosticta hilaris
- Drepanosticta montana
- Drepanosticta submontana
- Protosticta gracilis
- Protosticta plicata
- Protosticta rozendalorum

##### Protonèurids
- Disparoneura ramajana
- Elattoneura leucostigma
- Elattoneura pluotae

##### Pseudostigmàtids
- Mecistogaster pronoti

#### Ortòpters

##### Acrídids
- Schayera baiulus

##### Tetrígids
- Tettigidea empedonepia

##### Tetigònid
- Aglaothorax longipennis
- Hemisaga elongata
- Idiostatus middlekaufi
- Ixalodectes flectocercus
- Nanodectes bulbicercus
- Pachysaga strobila

## Cordats

### Actinopterigis

#### Acipenseriformes

##### Acipensèrids
- Acipenser dabryanus
- Acipenser nudiventris (subpoblació del riu Danubi)
- Esturió beluga (petita població al mar d'Azov)
- Esturió blanc (subpoblació al riu Nechako i al curs superior del riu Columbia)
- Esturió comú
- Pseudoscaphirhynchus fedtschenkoi
- Pseudoscaphirhynchus hermanni
- Scaphirhynchus suttkusi

##### Poliodòntids
- Psephurus gladius

#### Anguil·liformes

##### Anguíl·lids
- Anguila

#### Ateriniformes

##### Aterínids
- Poblana alchichica

##### Aterinòpsids
- Atherinella jiloaensis

##### Bedòtids
- Bedotia sp. nov. 'Manombo'
- Bedotia sp. nov. 'Sambava'
- Bedotia sp. nov. 'Vevembe'
- Bedotia tricolor

##### Melanotènids
- Chilatherina sentaniensis
- Glossolepis wanamensis

##### Pseudomugílids
- Kiunga ballochi
- Scaturiginichthys vermeilipinnis

#### Beloniformes

##### Adrianíctids
- Adrianichthys kruyti
- Xenopoecilus poptae

#### Caraciformes

##### Alèstids
- Rhabdalestes leleupi

##### Disticodòntids
- Neolebias lozii

#### Clupeïformes

##### Clupeids
- Alosa killarnensis
- Alosa vistonica
- Clupeonella abrau

#### Cipriniformes

##### Balitòrids
- Barbatula eregliensis
- Barbatula simavica
- Nemacheilus dori
- Sphaerophysa dianchiensis
- Yunnanilus discoloris

##### Catostòmids
- Chasmistes cujus

##### Cobítids
- Cobitis bilseli
- Cobitis illyrica
- Cobitis puncticulata
- Cobitis stephanidisi
- Cobitis taurica
- Yasuhikotakia sidthimunki

##### Ciprínids
- Acheilognathus elongatus
- Alburnus macedonicus
- Alburnus mandrensis
- Alburnus vistonicus
- Anabarilius andersoni
- Barbus erubescens
- Barbus euboicus
- Barbus ruasae
- Barbus sp. nov. 'Banhine'
- Capoeta pestai
- Chela caeruleostigmata
- Cyprinella alvarezdelvillari
- Cyprinella bocagrande
- Carpa (subpoblació del riu Danubi)
- Cyprinus fuxianensis
- Cyprinus micristius
- Cyprinus qionghaiensis
- Delminichthys jadovensis
- Delminichthys krbavensis
- Dionda mandibularis
- Garra ghorensis
- Gila modesta
- Gila nigrescens
- Gobio delyamurei
- Hampala lopezi
- Hemigrammocapoeta kemali
- Iberochondrostoma almacai
- Iberochondrostoma lusitanicus
- Iberochondrostoma oretanum
- Iberocypris palaciosi
- Labeo lankae
- Labeo potail
- Lepidomeda albivallis
- Mandibularca resinus
- Moapa coriacea
- Notropis cahabae
- Notropis mekistocholas
- Notropis moralesi
- Ospatulus truncatus
- Parachondrostoma arrigonis
- Pelasgus epiroticus
- Pelasgus laconicus
- Phoxinellus dalmaticus
- Pseudobarbus burchelli
- Pseudophoxinus egridiri
- Pseudophoxinus fahirae
- Pseudophoxinus handlirschi
- Pseudophoxinus syriacus
- Pseudophoxinus zeregi
- Puntius amarus
- Puntius bandula
- Puntius baoulan
- Puntius clemensi
- Puntius disa
- Puntius flavifuscus
- Puntius herrei
- Puntius katalo
- Puntius lanaoensis
- Puntius manalak
- Puntius pachycheilus
- Puntius tras
- Rhodeus ocellatus smithii
- Scardinius graecus
- Scardinius racovitzai
- Scardinius scardafa
- Schizothorax grahami
- Sinocyclocheilus grahami
- Spratellicypris palata
- Squalius sp. nov. 'Evia'
- Telestes fontinalis
- Telestes polylepis
- Telestes turskyi
- Varicorhinus platystoma
- Varicorhinus ruandae
- Xenocypris yunnanensis

#### Ciprinodontiformes

##### Aploquílids
- Pachypanchax sakaramyi

##### Ciprinodòntids
- Aphanius almiriensis
- Aphanius richardsoni
- Aphanius sirhani
- Aphanius splendens
- Aphanius transgrediens
- Cyprinodon bovinus
- Cyprinodon labiosus
- Cyprinodon meeki
- Cyprinodon pachycephalus
- Cyprinodon pecosensis
- Cyprinodon verecundus
- Cyprinodon veronicae
- Lucania interioris
- Samaruc
- Valencia letourneuxi

##### Goodèids
- Allotoca diazi
- Allotoca maculata
- Girardinichthys viviparus
- Hubbsina turneri
- Zoogoneticus tequila

##### Pecílids
- Aplocheilichthys sp. nov. 'Baringo'
- Gambusia eurystoma
- Pantanodon sp. nov. 'Manombo'
- Poecilia latipunctata
- Poecilia sulphuraria
- Xiphophorus couchianus

##### Rivúlids
- Austrolebias cinereus

#### Escorpeniformes

##### Còtids
- Cottus paulus
- Cottus rondeleti

##### Escorpènids
- Sebastes paucispinus

#### Gadiformes

##### Mòrids
- Physiculus helenaensis

#### Gasterosteïformes

##### Gasterosteids
- Pungitius hellenicus

#### Gonorinquiformes

##### Knèrids
- Kneria sp. nov. 'South Africa'

#### Lofiformes

##### Braquioníctids
- Brachionichthys hirsutus

#### Perciformes

##### Belòntids
- Betta miniopinna
- Betta persephone
- Betta spilotogena

##### Blènnids
- Salaria economidisi

##### Cal·lionímids
- Callionymus sanctaehelenae

##### Cíclids
- Allochromis welcommei
- Amphilophus zaliosus
- Astatotilapia sp. nov. 'dwarf bigeye scraper'
- Haplochromis annectidens
- Haplochromis argenteus
- Haplochromis bayoni
- Haplochromis beadlei
- Haplochromis cavifrons
- Haplochromis chromogynos
- Haplochromis crocopeplus
- Haplochromis guiarti
- Haplochromis harpakteridion
- Haplochromis heusinkveldi
- Haplochromis howesi
- Haplochromis latifasciatus
- Haplochromis maculipinna
- Haplochromis maxillaris
- Haplochromis megalops
- Haplochromis mento
- Haplochromis microdon
- Haplochromis paropius
- Haplochromis phytophagus
- Haplochromis piceatus
- Haplochromis pitmani
- Haplochromis plagiostoma
- Haplochromis sp. nov. 'Amboseli'
- Haplochromis sp. nov. 'ruby'
- Haplochromis spekii
- Haplochromis victorianus
- Konia dikume
- Konia eisentrauti
- Lamprologus kungweensis
- Lipochromis sp. nov. 'backflash cryptodon'
- Lipochromis sp. nov. 'small obesoid'
- Lipochromis sp. nov. 'black cryptodon'
- Lipochromis sp. nov. 'parvidens-like'
- Lithochromis rubripinnis
- Lithochromis rufus
- Lithochromis xanthopteryx
- Macropleurodus bicolor
- Myaka myaka
- Neochromis simotes
- Oreochromis chungruruensis
- Oreochromis esculentus
- Oreochromis hunteri
- Oreochromis jipe
- Oreochromis karomo
- Oreochromis mortimeri
- Oreochromis pangani
- Oreochromis variabilis
- Orthochromis uvinzae
- Oxylapia polli
- Paralabidochromis victoriae
- Paratilapia sp. nov. 'Vevembe'
- Paretroplus maculatus
- Paretroplus menarambo
- Ptychochromis sp. nov. 'Joba mena'
- Ptychochromoides betsileanus
- Ptychochromoides vondrozo
- Ptyochromis sp. nov. 'rainbow sheller'
- Ptyochromis sp. nov. 'Rusinga oral sheller'
- Pungu maclareni
- Sarotherodon caroli
- Sarotherodon linnellii
- Sarotherodon lohbergeri
- Sarotherodon steinbachi
- Stomatepia mariae
- Stomatepia mongo
- Stomatepia pindu
- Tilapia guinasana
- Tristramella sacra
- Xystichromis sp. nov. 'Kyoga flameback'

##### Eleòtrids
- Mogurnda furva
- Mogurnda variegata

##### Esciènids
- Bahaba taipingensis
- Totoaba macdonaldi

##### Escòmbrids
- Bacora (banc a l'atlàntic sud)
- Tonyina del sud
- Tonyina (banc a l'atlàntic occidental)

##### Gòbids
- Chlamydogobius micropterus
- Chlamydogobius squamigenus
- Knipowitschia cameliae
- Knipowitschia ephesi
- Knipowitschia mermere
- Knipowitschia milleri
- Knipowitschia sp. nov. 'Visovac'
- Pandaka pygmaea
- Proterorhinus tataricus
- Weberogobius amadi

##### Percíctids
- Maccullochella peelii

##### Pèrcids
- Romanichthys valsanicola
- Zingel asper

##### Polipriònids
- Dot (subpoblació brasilera)
- Stereolepis gigas

##### Serrànids
- Epinephelus drummondhayi
- Epinephelus itajara
- Epinephelus nigritus

#### Percopsiformes

##### Ambliòpsids
- Speoplatyrhinus poulsoni

#### Salmoniformes

##### Galàxids
- Galaxias fontanus
- Galaxias fuscus
- Galaxias johnstoni
- Galaxias pedderensis

##### Salmònids
- Coregonus bavaricus
- Coregonus hoferi
- Coregonus pennantii
- Coregonus reighardi
- Coregonus trybomi
- Hucho perryi
- Oncorhynchus apache
- Oncorhynchus formosanus
- Salmó vermell (riu Columbia, curs mig del riu Fraser, a l'estret de Puget i al riu Skeena)
- Salmo carpio
- Salmo ezenami
- Salmo platycephalus
- Truita comuna (bancs al mar d'Aral i al riu Amudarià)
- Salvelinus grayi
- Salvelinus lonsdalii
- Salvelinus obtusus

#### Siluriformes

##### Astroblèpids
- Astroblepus ubidiai

##### Bàgrids
- Pseudobagrus medianalis

##### Clàrids
- Clarias cavernicola
- Clarias maclareni
- Encheloclarias curtisoma
- Encheloclarias kelioides
- Xenoclarias eupogon

##### Ictalúrids
- Noturus baileyi
- Noturus trautmani

##### Mocòcids
- Chiloglanis lufirae
- Chiloglanis ruziziensis

##### Pangàsids
- Peix gat gegant del Mekong
- Pangasius sanitwongsei

##### Silúrids
- Silurus mento

##### Tricomictèrids
- Trichomycterus venulosus

#### Singnatiformes

##### Singnàtids
- Syngnathus watermeyeri

### Amfibis

#### Anurs

##### Amfignatodòntids
- Gastrotheca lauzuricae
- Gastrotheca zeugocystis

##### Aromobàtids
- Allobates juanii
- Aromobates leopardalis
- Aromobates meridensis
- Aromobates nocturnus
- Mannophryne caquetio
- Mannophryne cordilleriana
- Mannophryne lamarcai
- Mannophryne neblina
- Mannophryne olmonae
- Prostherapis dunni

##### Artrolèptids
- Arthroleptis troglodytes
- Astylosternus nganhanus
- Cardioglossa alsco
- Cardioglossa trifasciata
- Leptodactylodon erythrogaster

##### Bufònids
- Adenomus dasi
- Andinophryne colomai
- Atelopus andinus
- Atelopus angelito
- Atelopus arsyecue
- Atelopus arthuri
- Atelopus balios
- Atelopus bomolochos
- Atelopus boulengeri
- Atelopus carauta
- Atelopus carbonerensis
- Atelopus carrikeri
- Atelopus chiriquiensis
- Atelopus chocoensis
- Atelopus chrysocorallus
- Atelopus coynei
- Atelopus cruciger
- Atelopus ebenoides
- Atelopus elegans
- Atelopus epikeisthos
- Atelopus erythropus
- Atelopus eusebianus
- Atelopus exiguus
- Atelopus famelicus
- Atelopus farci
- Atelopus galactogaster
- Atelopus glyphus
- Atelopus guanujo
- Atelopus guitarraensis
- Atelopus halihelos
- Atelopus laetissimus
- Atelopus lozanoi
- Atelopus lynchi
- Atelopus mandingues
- Atelopus mindoensis
- Atelopus minutulus
- Atelopus monohernandezii
- Atelopus mucubajiensis
- Atelopus muisca
- Atelopus nahumae
- Atelopus nanay
- Atelopus nepiozomus
- Atelopus nicefori
- Atelopus onorei
- Atelopus oxyrhynchus
- Atelopus pachydermus
- Atelopus pedimarmoratus
- Atelopus peruensis
- Atelopus petersi
- Atelopus petriruizi
- Atelopus pictiventris
- Atelopus pinangoi
- Atelopus planispina
- Atelopus pulcher
- Atelopus pyrodactylus
- Atelopus quimbaya
- Atelopus reticulatus
- Atelopus seminiferus
- Atelopus senex
- Atelopus sernai
- Atelopus simulatus
- Atelopus sonsonensis
- Atelopus sorianoi
- Atelopus subornatus
- Atelopus tamaensis
- Atelopus varius
- Atelopus walkeri
- Atelopus zeteki
- Bufo sumatranus
- Churamiti maridadi
- Incilius cristatus
- Incilius fastidiosus
- Incilius peripatetes
- Leptophryne cruentata
- Melanophryniscus langonei
- Nectophrynoides paulae
- Nectophrynoides poyntoni
- Nectophrynoides wendyae
- Nimbaphrynoides liberiensis
- Nimbaphrynoides occidentalis
- Pelophryne linanitensis
- Pelophryne murudensis
- Peltophryne florentinoi
- Peltophryne fluviatica
- Peltophryne lemur
- Rhinella amabilis
- Rhinella chavin
- Rhinella rostrata
- Sclerophrys taiensis
- Werneria iboundji
- Wolterstorffina chirioi

##### Caliptocefalèl·lids
- Telmatobufo bullocki

##### Centrolènids
- Centrolene ballux
- Centrolene gemmatum
- Centrolene heloderma
- Hyalinobatrachium crybetes
- Nymphargus anomalus
- Nymphargus laurae

##### Ceratobatràquids
- Platymantis insulatus

##### Ceratòfrids
- Telmatobius atacamensis
- Telmatobius cirrhacelis
- Telmatobius culeus
- Telmatobius espadai
- Telmatobius gigas
- Telmatobius niger
- Telmatobius pefauri
- Telmatobius punctatus
- Telmatobius vellardi
- Telmatobius zapahuirensis

##### Cicloràmfids
- Alsodes montanus
- Alsodes tumultuosus
- Alsodes vanzolinii
- Cycloramphus faustoi
- Eupsophus insularis
- Insuetophrynus acarpicus
- Odontophrynus moratoi
- Rhinoderma rufum

##### Craugastòrids
- Craugastor anciano
- Craugastor andi
- Craugastor angelicus
- Craugastor catalinae
- Craugastor coffeus
- Craugastor cruzi
- Craugastor emcelae
- Craugastor emleni
- Craugastor epochthidius
- Craugastor fecundus
- Craugastor fleischmanni
- Craugastor glaucus
- Craugastor greggi
- Craugastor guerreroensis
- Craugastor lineatus
- Craugastor megalotympanum
- Craugastor merendonensis
- Craugastor milesi
- Craugastor olanchano
- Craugastor omoaensis
- Craugastor polymniae
- Craugastor pozo
- Craugastor ranoides
- Craugastor saltuarius
- Craugastor stadelmani
- Craugastor tabasarae
- Craugastor taurus
- Craugastor trachydermus

##### Criptobatràquids
- Cryptobatrachus nicefori

##### Dendrobàtids
- Ameerega ingeri
- Ameerega planipaleae
- Colostethus jacobuspetersi
- Hyloxalus anthracinus
- Hyloxalus delatorreae
- Hyloxalus edwardsi
- Hyloxalus ruizi
- Hyloxalus vertebralis
- Minyobates steyermarki
- Oophaga lehmanni
- Ranitomeya abdita
- Ranitomeya dorisswansonae

##### Dicroglòssids
- Fejervarya murthii
- Ingerana charlesdarwini
- Nannophrys marmorata

##### Eleuterodactílids
- Eleutherodactylus albipes
- Eleutherodactylus alticola
- Eleutherodactylus amadeus
- Eleutherodactylus apostates
- Eleutherodactylus bakeri
- Eleutherodactylus bartonsmithi
- Eleutherodactylus blairhedgesi
- Eleutherodactylus bresslerae
- Eleutherodactylus brevirostris
- Eleutherodactylus caribe
- Eleutherodactylus cavernicola
- Eleutherodactylus chlorophenax
- Eleutherodactylus corona
- Eleutherodactylus cubanus
- Eleutherodactylus darlingtoni
- Eleutherodactylus dixoni
- Eleutherodactylus dolomedes
- Eleutherodactylus eneidae
- Eleutherodactylus eunaster
- Eleutherodactylus fowleri
- Eleutherodactylus furcyensis
- Eleutherodactylus fuscus
- Eleutherodactylus glandulifer
- Eleutherodactylus glanduliferoides
- Eleutherodactylus grandis
- Eleutherodactylus griphus
- Eleutherodactylus iberia
- Eleutherodactylus jasperi
- Eleutherodactylus jaumei
- Eleutherodactylus juanariveroi
- Eleutherodactylus jugans
- Eleutherodactylus junori
- Eleutherodactylus karlschmidti
- Eleutherodactylus lamprotes
- Eleutherodactylus leoncei
- Eleutherodactylus locustus
- Eleutherodactylus lucioi
- Eleutherodactylus mariposa
- Eleutherodactylus nortoni
- Eleutherodactylus orcutti
- Eleutherodactylus orientalis
- Eleutherodactylus oxyrhyncus
- Eleutherodactylus parabates
- Eleutherodactylus parapelates
- Eleutherodactylus paulsoni
- Eleutherodactylus pezopetrus
- Eleutherodactylus poolei
- Eleutherodactylus rhodesi
- Eleutherodactylus richmondi
- Eleutherodactylus rivularis
- Eleutherodactylus rufescens
- Eleutherodactylus rufifemoralis
- Eleutherodactylus schmidti
- Eleutherodactylus sciagraphus
- Eleutherodactylus semipalmatus
- Eleutherodactylus sisyphodemus
- Eleutherodactylus symingtoni
- Eleutherodactylus tetajulia
- Eleutherodactylus thorectes
- Eleutherodactylus tonyi
- Eleutherodactylus turquinensis
- Eleutherodactylus ventrilineatus
- Eleutherodactylus warreni

##### Estrabomàntids
- Atopophrynus syntomopus
- Holoaden bradei
- Hypodactylus lucida
- Niceforonia adenobrachia
- Oreobates pereger
- Oreobates zongoensis
- Phrynopus dagmarae
- Phrynopus heimorum
- Phrynopus juninensis
- Phrynopus kauneorum
- Phrynopus tautzorum
- Pristimantis albericoi
- Pristimantis bernali
- Pristimantis hamiotae
- Pristimantis lichenoides
- Pristimantis phragmipleuron
- Pristimantis simonsii
- Pristimantis torrenticola
- Pristimantis tribulosus
- Pristimantis veletis
- Psychrophrynella guillei
- Psychrophrynella illimani
- Psychrophrynella kallawaya
- Psychrophrynella saltator
- Strabomantis helonotus

##### Heleofrínids
- Heleophryne hewitti
- Heleophryne rosei

##### Granotes arborícoles
- Agalychnis moreletii
- Bokermannohyla izecksohni
- Bromeliohyla dendroscarta
- Charadrahyla altipotens
- Charadrahyla trux
- Dendropsophus amicorum
- Duellmanohyla salvavida
- Duellmanohyla soralia
- Duellmanohyla uranochroa
- Ecnomiohyla echinata
- Ecnomiohyla rabborum
- Ecnomiohyla salvaje
- Ecnomiohyla valancifer
- Exerodonta perkinsi
- Hyla bocourti
- Hyla heinzsteinitzi
- Hylomantis lemur
- Hyloscirtus chlorosteus
- Hyloscirtus colymba
- Hyloscirtus ptychodactylus
- Hypsiboas cymbalum
- Isthmohyla angustilineata
- Isthmohyla calypsa
- Isthmohyla debilis
- Isthmohyla graceae
- Isthmohyla insolita
- Isthmohyla rivularis
- Isthmohyla tica
- Litoria booroolongensis
- Litoria castanea
- Litoria lorica
- Litoria myola
- Litoria nyakalensis
- Litoria piperata
- Megastomatohyla mixe
- Megastomatohyla pellita
- Phyllodytes auratus
- Phyllomedusa ayeaye
- Plectrohyla acanthodes
- Plectrohyla avia
- Plectrohyla calthula
- Plectrohyla calvicollina
- Plectrohyla celata
- Plectrohyla cembra
- Plectrohyla chryses
- Plectrohyla chrysopleura
- Plectrohyla crassa
- Plectrohyla cyanomma
- Plectrohyla dasypus
- Plectrohyla ephemera
- Plectrohyla exquisita
- Plectrohyla guatemalensis
- Plectrohyla hartwegi
- Plectrohyla hazelae
- Plectrohyla ixil
- Plectrohyla pachyderma
- Plectrohyla pokomchi
- Plectrohyla psarosema
- Plectrohyla pycnochila
- Plectrohyla quecchi
- Plectrohyla sabrina
- Plectrohyla siopela
- Plectrohyla tecunumani
- Plectrohyla teuchestes
- Plectrohyla thorectes
- Ptychohyla dendrophasma
- Ptychohyla hypomykter
- Ptychohyla macrotympanum
- Ptychohyla sanctaecrucis
- Reineta de Spencer
- Scinax alcatraz
- Scinax faivovichi
- Scinax peixotoi

##### Hiperòlids
- Alexteroon jynx
- Hyperolius watsonae

##### Leiopelmàtids
- Leiopelma archeyi

##### Leiupèrids
- Somuncuria somuncurensis

##### Leptodactílids
- Leptodactylus fallax
- Leptodactylus magistris
- Leptodactylus silvanimbus

##### Mantèl·lids
- Boophis williamsi
- Mantella aurantiaca
- Mantella cowanii
- Mantella milotympanum
- Mantidactylus pauliani

##### Megòfrids
- Leptobrachella palmata
- Oreolalax liangbeiensis
- Scutiger maculatus

##### Micrixàlids
- Micrixalus kottigeharensis

##### Microhílids
- Albericus siegfriedi
- Cophixalus concinnus
- Cophyla berara
- Microhyla karunaratnei
- Parhoplophryne usambarica
- Stumpffia helenae

##### Miobatràquids
- Geocrinia alba
- Granota de la gorja Eungella
- Philoria frosti
- Pseudophryne corroboree
- Taudactylus acutirostris
- Taudactylus pleione
- Taudactylus rheophilus

##### Petropedètids
- Conraua derooi
- Petropedetes dutoiti

##### Pípids
- Xenopus longipes

##### Pixicefàlids
- Anhydrophryne ngongoniensis
- Microbatrachella capensis

##### Rànids
- Glandirana minima
- Lithobates chichicuahutla
- Lithobates omiltemanus
- Lithobates pueblae
- Lithobates sevosus
- Lithobates subaquavocalis
- Lithobates tlaloci
- Lithobates vibicarius
- Odorrana wuchuanensis
- Pelophylax cerigensis
- Rana chevronta
- Rana holtzi

##### Ranixàlids
- Indirana gundia
- Indirana phrynoderma

##### Racofòrids
- Philautus chalazodes
- Philautus griet
- Philautus jacobsoni
- Philautus limbus
- Philautus lunatus
- Philautus macropus
- Philautus nemus
- Philautus papillosus
- Philautus ponmudi
- Philautus procax
- Philautus sanctisilvaticus
- Philautus shillongensis
- Philautus simba
- Philautus sp. nov. 'Amboli Forest'
- Philautus sp. nov. 'Munnar'
- Polypedates fastigo
- Rhacophorus pseudomalabaricus

#### Urodels

##### Ambistomàtids
- Ambystoma amblycephalum
- Ambystoma andersoni
- Ambystoma bombypellum
- Ambystoma dumerilii
- Ambystoma granulosum
- Ambystoma leorae
- Ambystoma lermaense
- Ambystoma taylori
- Axolot

##### Hinòbids
- Hynobius abei
- Hynobius amjiensis
- Hynobius okiensis
- Paradactylodon gorganensis
- Paradactylodon mustersi

##### Pletodòntids
- Bolitoglossa capitana
- Bolitoglossa carri
- Bolitoglossa decora
- Bolitoglossa diaphora
- Bolitoglossa longissima
- Bolitoglossa oresbia
- Bolitoglossa synoria
- Bradytriton silus
- Chiropterotriton arboreus
- Chiropterotriton chiropterus
- Chiropterotriton lavae
- Chiropterotriton magnipes
- Chiropterotriton terrestris
- Cryptotriton monzoni
- Cryptotriton veraepacis
- Cryptotriton wakei
- Dendrotriton bromeliacius
- Dendrotriton cuchumatanus
- Nototriton brodiei
- Nototriton lignicola
- Nototriton major
- Oedipina altura
- Oedipina maritima
- Oedipina paucidentata
- Oedipina tomasi
- Parvimolge townsendi
- Pseudoeurycea ahuitzotl
- Pseudoeurycea anitae
- Pseudoeurycea aquatica
- Pseudoeurycea brunnata
- Pseudoeurycea exspectata
- Pseudoeurycea gigantea
- Pseudoeurycea goebeli
- Pseudoeurycea juarezi
- Pseudoeurycea lynchi
- Pseudoeurycea naucampatepetl
- Pseudoeurycea nigra
- Pseudoeurycea nigromaculata
- Pseudoeurycea parva
- Pseudoeurycea praecellens
- Pseudoeurycea rex
- Pseudoeurycea robertsi
- Pseudoeurycea saltator
- Pseudoeurycea smithi
- Pseudoeurycea tlahcuiloh
- Pseudoeurycea unguidentis
- Thorius aureus
- Thorius infernalis
- Thorius magnipes
- Thorius minutissimus
- Thorius minydemus
- Thorius munificus
- Thorius narismagnus
- Thorius narisovalis
- Thorius pennatulus
- Thorius smithi
- Thorius spilogaster

##### Salamandres gegants
- Salamandra gegant de la Xina

##### Salamàndrids
- Echinotriton chinhaiensis
- Lyciasalamandra billae
- Neurergus kaiseri
- Neurergus microspilotus
- Tritó del Montseny

#### Gimnofions

##### Cecílids
- Boulengerula niedeni

### Ocells

#### Accipitriformes

##### Accipítrids
- Àguila astor de Flores
- Buteo ridgwayi
- Leptodon forbesi
- Milà de Cuba
- Pigarg de Madagascar
- Pithecophaga jefferyi
- Sarcogyps calvus
- Voltor becfí
- Voltor becllarg
- Voltor dorsiblanc bengalí

##### Voltors americans
- Còndor de Califòrnia

#### Anseriformes

##### Anàtids
- Anas laysanensis
- Anas nesiotis
- Aythya innotata
- Mergus octosetaceus
- Rhodonessa caryophyllacea
- Tadorna cristata

#### Apodiformes

##### Colibrís
- Amazilia luciae
- Coeligena orina
- Eriocnemis godini
- Eriocnemis isabellae
- Eriocnemis mirabilis
- Eriocnemis nigrivestis
- Lepidopyga lilliae
- Lophornis brachylophus
- Sephanoides fernandensis

#### Caprimulgiformes

##### Caprimúlgids
- Caprimulgus noctitherus
- Siphonorhis americana

##### Egotèlids
- Aegotheles savesi

#### Caradriformes

##### Àlcids
- Brachyramphus brevirostris

##### Caràdrids
- Charadrius sanctaehelenae
- Vanellus gregarius
- Vanellus macropterus

##### Escolopàcids
- Eurynorhynchus pygmeus
- Numenius borealis
- Numenius tenuirostris

##### Gavines
- Sterna bernsteini

##### Glareòlids
- Rhinoptilus bitorquatus

##### Recurviròstrids
- Himantopus novaezelandiae

#### Ciconiformes

##### Ardèids
- Ardea insignis

##### Tresquiornítids
- Bostrychia bocagei
- Ibis ermità
- Ibis gegant
- Pseudibis davisoni

#### Columbiformes

##### Colúmbids
- Claravis godefrida
- Columba argentina
- Columbina cyanopis
- Gallicolumba erythroptera
- Gallicolumba keayi
- Gallicolumba menagei
- Gallicolumba platenae
- Leptotila wellsi
- Ptilinopus arcanus

#### Coraciformes

##### Alcedínids
- Todiramphus gambieri
- Todiramphus godeffroyi

##### Calaus
- Anthracoceros montani
- Calau de Walden

#### Cuculiformes

##### CucúlidS
- Carpococcyx viridis
- Centropus steerii

#### Estrigiformes

##### Estrígids
- Glaucidium mooreorum
- Heteroglaux blewitti
- Otus capnodes
- Otus moheliensis
- Otus pauliani
- Otus siaoensis

#### Gal·liformes

##### Cràcids
- Crax alberti
- Penelope albipennis
- Pipile pipile

##### Fasiànids
- Francolinus ochropectus
- Ophrysia superciliosa

#### Gruiformes

##### Grúids
- Grua siberiana

##### Otídids
- Houbaropsis bengalensis

##### Ràl·lids
- Gallinula pacifica
- Gallinula silvestris
- Rascló de Nova Caledònia

#### Passeriformes

##### Acrocefàlids
- Acrocephalus familiaris
- Acrocephalus luscinius

##### Alàudids
- Alosa de Razo
- Heteromirafra archeri
- Heteromirafra sidamoensis

##### Campefàgids
- Coracina newtoni

##### Cisticòlids
- Apalis fuscigularis
- Artisornis moreaui

##### Col·luricínclids
- Colluricincla sanghirensis

##### Còrvids
- Corvus kubaryi
- Corvus unicolor

##### Cotíngids
- Calyptura cristata

##### Dicèids
- Dicaeum quadricolor

##### Emberízids
- Amaurospiza carrizalensis
- Atlapetes blancae
- Atlapetes pallidiceps
- Camarhynchus heliobates
- Camarhynchus pauper
- Rowettia goughensis
- Sporophila melanops
- Sporophila zelichi

##### Estúrnids
- Aplonis pelzelni
- Leucopsar rothschildi

##### Formicàrids
- Grallaria chthonia

##### Fringíl·lids
- Hemignathus lucidus
- Loxioides bailleui
- Loxops caeruleirostris
- Melamprosops phaeosoma
- Neospiza concolor
- Oreomystis bairdi
- Palmeria dolei
- Paroreomyza maculata
- Pseudonestor xanthophrys
- Psittirostra psittacea
- Pyrrhula murina
- Telespiza ultima

##### Furnàrids
- Aphrastura masafuerae
- Cinclodes aricomae
- Philydor novaesi

##### Hirundínids
- Eurochelidon sirintarae

##### Ictèrids
- Icterus oberi

##### Lànids
- Lanius newtoni

##### Malaconòtids
- Malaconotus alius

##### Melifàgids
- Gymnomyza aubryana

##### Mímids
- Mimus graysoni
- Mimus trifasciatus
- Toxostoma guttatum

##### Monàrquids
- Eutrichomyias rowleyi
- Monarcha boanensis
- Pomarea nigra
- Pomarea whitneyi
- Terpsiphone corvina

##### Muscicàpids
- Cyornis ruckii

##### Oriòlids
- Oriolus isabellae

##### Parúlids
- Geothlypis beldingi
- Leucopeza semperi
- Vermivora bachmanii

##### Píprids
- Antilophia bokermanni

##### Polioptílids
- Polioptila clementsi

##### Picnonòtids
- Phyllastrephus leucolepis

##### Rinocríptids
- Eleoscytalopus psychopompus
- Merulaxis stresemanni

##### Tamnofílids
- Formicivora littoralis
- Myrmotherula fluminensis
- Myrmotherula snowi

##### Tràupids
- Conothraupis mesoleuca
- Nemosia rourei

##### Timàlids
- Garrulax courtoisi

##### Troglodítids
- Henicorhina negreti
- Thryothorus nicefori

##### Túrdids
- Myadestes lanaiensis
- Myadestes palmeri
- Turdus helleri

##### Zosteròpids
- Cleptornis marchei
- Rukia ruki
- Zosterops albogularis
- Zosterops chloronothus
- Zosterops nehrkorni
- Zosterops rotensis

#### Pelicaniformes

##### Corbs marins
- Corb marí de les Chatham

##### Fregates
- Fregata de l'illa Christmas

#### Piciformes

##### Pícids
- Campephilus imperialis
- Campephilus principalis
- Celeus obrieni
- Dendrocopos noguchii

#### Podicipediformes

##### Podicipèdids
- Podiceps taczanowskii
- Tachybaptus rufolavatus

#### Procel·lariformes

##### Albatros
- Albatros d'Amsterdam
- Albatros de les Galápagos
- Albatros de Tristan
- Thalassarche eremita

##### Hidrobàtids
- Oceanites maorianus
- Oceanodroma macrodactyla

##### Procel·làrids
- Baldriga balear
- Pseudobulweria aterrima
- Pseudobulweria becki
- Pseudobulweria macgillivrayi
- Pterodroma caribbaea
- Pterodroma magentae
- Pterodroma phaeopygia
- Puffinus auricularis

#### Psitaciformes

##### Psitàcids
- Amazona vittata
- Ara glaucogularis
- Cacatua haematuropygia
- Cacatua sulphurea
- Charmosyna amabilis
- Charmosyna diadema
- Charmosyna toxopei
- Cyanoramphus malherbi
- Guacamai de Spix
- Guacamai glauc
- Hapalopsittaca fuertesi
- Kakapú
- Neophema chrysogaster
- Ognorhynchus icterotis
- Pezoporus occidentalis
- Pyrrhura griseipectus

### Cefalaspidomorfs

#### Llamprees

##### Petromizòntids
- Eudontomyzon hellenicus
- Lampetra spadicea

### Condrictis

#### Carcariniforme

##### Carcarínids
- Carcharhinus hemiodon
- Glyphis gangeticus
- Glyphis garricki
- Glyphis siamensis
- Isogomphodon oxyrhynchus

##### Esciliorrínids
- Haploblepharus kistnasamyi

##### Triàquids
- Mustelus fasciatus

#### Esqualiformes

##### Centrofòrids
- Centrophorus harrissoni
- Gutxo (subpoblació australiana)

##### Esquàlids
- Agullat (subpoblació del nord-est de l'Atlàntic)

#### Esquatiniformes
- Angelot
- Escat
- Squatina aculeata

#### Lamniformes

##### Làmnids
- Marraix (subpoblació mediterrània i del nord-est de l'Atlàntic)

##### Odontaspídids
- Solraig clapejat (subpoblació de la costa est d'Austràlia i del sud-oest de l'Atlàntic)

#### Pristiformess

##### Peixos serra
- Anoxypristis cuspidata
- Peix serra comú
- Pristis clavata
- Pristis microdon
- Pristis pectinata
- Pristis perotteti
- Pristis zijsron

#### Raïformes

##### Dasiàtids
- Escurçana gegant d'aigua dolça (subpoblació a Tailàndia)

##### Narcínids
- Narcine bancroftii

##### Nàrkids
- Electrolux addisoni

##### Raids
- Caputxa
- Leucoraja melitensis
- Okamejei pita

##### Rinobàtids
- Rhinobatos horkelii

##### Urolòfids
- Urolophus javanicus

### Mamífers

#### Afrosorícids

##### Talps daurats
- Talp daurat de De Winton
- Talp daurat de Juliana (subpoblació de Bronberg Ridge)

#### Carnívors

##### Cànids
- Guineu grisa de les illes Santa Bàrbara
- Llop vermell (subespècie)
- Llop de l'Himalaya
- Pseudalopex fulvipes
- Xacal d'Etiòpia

##### Fèlids
- Acinonyx jubatus hecki
- Acinonyx jubatus venaticus
- Gat d'Iriomote
- Linx ibèric
- Lleopard d'Aràbia
- Lleopard de l'Amur
- Panthera pardus melas
- Tigre del sud de la Xina
- Tigre de Sumatra

##### Foques
- Foca monjo del Mediterrani
- Foca monjo de Hawaii

##### Prociònids
- Ós rentador de Cozumel

##### Vivèrrids
- Civeta de Malabar

#### Artiodàctils

##### Balenes grises
- Balena grisa (subpoblació occidental)

##### Balènids
- Eubalaena australis (subpoblació xilena-peruana)
- Eubalaena japonica (subpoblació del nord-est del Pacífic)

##### Bòvids
- Addax
- Alcelaphus buselaphus tora
- Anoa de les Filipines
- Antílop sabre
- Cob lichi
- Couprei
- Damalisc de Hunter
- Duiquer d'Aders
- Gasela dama
- Pseudoryx nghetinhensis
- Saiga
- Tragelaphus derbianus derbianus
- Tragelaphus eurycerus isaaci

##### Camèlids
- Camell bactrià

##### Cérvols
- Cérvol de Bawean

##### Delfínids
- Cephalorhynchus hectori maui
- Dofí de l'Irauadi (subpoblacions dels rius Ayeyarwady, Mahakam i Mekong, de Malampaya Sound, i del llac Songkhla)

##### Lipótids
- Dofí de riu xinès

##### Monodòntids
- Beluga (subpoblació)

##### Marsopes
- Marsopa comuna (subpoblació del mar Baltic)
- Marsopa de Califòrnia

##### Balenoptèrids
- Balaenoptera musculus intermedia

##### Súids
- Porc senglar de les Visayas
- Porc senglar pigmeu

#### Ratpenats

##### Embal·lonúrids
- Coleura seychellensis

##### Molòssids
- Eumops floridanus

##### Mormoòpids
- Pteronotus paraguanensis

##### Mistacínids
- Ratpenat cuacurt gros de Nova Zelanda

##### Natàlids
- Natalus jamaicensis
- Natalus primus

##### Pteropòdids
- Dobsonia chapmani
- Mirimiri acrodonta
- Pteralopex flanneryi
- Pteralopex pulchra
- Pteropus aruensis
- Pteropus pselaphon
- Pteropus rodricensis
- Pteropus tuberculatus
- Ratpenat frugívor de Nova Guinea

##### Rinolòfids
- Hipposideros lamottei
- Rhinolophus hilli

##### Vespertiliònids
- Myotis hajastanicus
- Myotis yanbarensis
- Nyctophilus howensis
- Nyctophilus nebulosus
- Pipistrellus murrayi
- Ratpenat nassut de l'illa Tsushima
- Ratpenat orellut de Kamali

#### Dasiüromorfs

##### Dasiúrids
- Ratolí marsupial d'Aitken

#### Opòssums
- Marmosa de Handley

#### Diprotodonts

##### Cangurs rata
- Cangur rata de cua d'escombra
- Cangur rata de Gilbert

##### Falangèrids
- Cuscús gros de les illes Talaud
- Cuscús de TelefominPhalanger matanim
- Cuscús roig-i-negre
- Spilocuscus wilsoni

##### Macropòdids
- Bondegezou
- Dendrolagus mayri
- Dendrolagus pulcherrimus
- Dendrolagus scottae
- Ualabi boscà negre

##### Petàurids
- Petaure d'Abid

##### Pòssums pigmeus
- Pòssum pigmeu de muntanya

##### Uombats
- Uombat de musell pelut septentrional

#### Eulipotyphla

##### Musaranyes
- Congosorex phillipsorum
- Crocidura harenna
- Cryptotis nelsoni
- Musaranya d'Andaman
- Musaranya de les illes Nicobar
- Musaranya de Wimmer
- Musaranya grisa
- Musaranya ratolí d'Eisentraut
- Sorex sclateri
- Sorex stizodon
- Suncus aequatorius

#### Lagomorfs

##### Lepòrid
- Conill dels boiximans

##### Piques
- Ochotona argentata

#### Monotremes

##### Equidnes
- Equidna de musell llarg d'Attenborough
- Equidna de musell llarg occidental
- Equidna de musell llarg oriental

#### Perissodàctils

##### Èquids
- Ase salvatge africà
- Cavall salvatge
- Cavall de Przewalski (subsespècie)

##### Rinoceronts
- Rinoceront blanc (subespècie del centre d'Àfrica)
- Rinoceront de Java
- Rinoceront de Sumatra
- Rinoceront negre (2 subespècies)

#### Pilosos

##### Peresosos tridàctils
- Peresós pigmeu

#### Primats

##### Atèlids
- Alouatta guariba guariba
- Aluata de mantell (2 subespècies)
- Ateles hybridus
- Ateles hybridus brunneus
- Ateles hybridus hybridus
- Mona aranya de cap bru (2 subespècies)
- Mona aranya de mans negres (3 subespècies)
- Mona aranya llanosa septentrional
- Mona llanosa de Colòmbia
- Mona llanosa de cua groga

##### Cal·litríquids
- Leontopithecus caissara
- Tití de cap de cotó

##### Cèbids
- Caputxí bru
- Caputxí de front blanc (2 subespècies)
- Cebus flavius
- Cebus kaapori
- Cebus xanthosternos

##### Gàlags
- Gàlag de Rondo

##### Gibons
- Gibó de galtes blanques septentrional
- Gibó negre (4 subespècies)
- Gibó negre oriental
- Nomascus hainanus

##### Homínids
- Goril·la de muntanya
- Goril·la de les planes occidentals
- Goril·la del riu Cross
- Goril·la occidental
- Orangutan de Sumatra

##### Índrids
- Sifaca de Perrier
- Sifaca sedós

##### Lemúrids
- Lèmur de collar (3 subespècies)
- Lèmur de nas ample
- Lèmur gris del llac Alaotra

##### Lepilemúrids
- Lèmur mostela septentrional

##### Micos del Vell Món
- Cercopitec dríada
- Cercopitec blau (2 subespècies)
- Kipunji
- Langur de cap daurat (2 subespècies)
- Langur de les illes Mentawai (una subespècie)
- Macaco negre de Sulawesi
- Macaca pagensis
- Presbytis chrysomelas (2 subespècies)
- Procolobus badius waldroni
- Procolobus pennantii
- Procolobus pennantii bouvieri
- Procolobus pennantii epieni
- Procolobus preussi
- Pygathrix cinerea
- Rinopitec de Tonquín
- Rinopitec de cua de porc (2 subespècies)
- Trachypithecus cristatus vigilans
- Trachypithecus delacouri
- Trachypithecus poliocephalus leucocephalus
- Trachypithecus poliocephalus poliocephalus
- Trachypithecus vetulus nestor

##### Pitècids
- Saqui barbut negre
- Tití de Barbara Brown

##### Tarsers
- Tarser de Horsfield (ssp. natunensis)

#### Rosegadors

##### Abrocòmids
- Abrocoma boliviensis

##### Càvid
- Cavia intermedia

##### Cricètids
- Habromys chinanteco
- Habromys delicatulus
- Habromys ixtlani
- Habromys lepturus
- Habromys schmidlyi
- Melanomys zunigae
- Microtus bavaricus
- Neotoma nelsoni
- Peromyscus bullatus
- Peromyscus caniceps
- Peromyscus dickeyi
- Peromyscus guardia
- Peromyscus interparietalis
- Peromyscus mayensis
- Peromyscus mekisturus
- Peromyscus pseudocrinitus
- Peromyscus slevini
- Peromyscus stephani
- Reithrodontomys spectabilis
- Tylomys bullaris
- Tylomys tumbalensis

##### Dasipròctids
- Dasyprocta mexicana

##### Esciúrid
- Esquirol volador de Namdapha
- Marmota de Vancuver

##### Geòmids
- Geomys tropicalis
- Orthogeomys lanius
- Pappogeomys alcorni

##### Heteròmids
- Dipodomys gravipes
- Dipodomys insularis
- Dipodomys margaritae

##### Huties
- Mesocapromys nanus
- Mesocapromys sanfelipensis
- Mysateles garridoi
- Mysateles meridionalis

##### Múrids
- Bunomys coelestis
- Crateromys australis
- Cremnomys elvira
- Hylomyscus grandis
- Leporillus apicalis
- Melomys fraterculus
- Melomys rubicola
- Millardia kondana
- Nilopegamys plumbeus
- Solomys ponceleti
- Tokudaia muenninki
- Uromys boeadii
- Uromys emmae
- Uromys imperator
- Uromys porculus
- Zyzomys palatalis
- Zyzomys pedunculatus

##### Nesòmids
- Dendromus kahuziensis

##### Octodòntids
- Octodon pacificus
- Pipanacoctomys aureus
- Tympanoctomys loschalchalerosorum

##### Rates espinoses
- Phyllomys mantiqueirensis
- Phyllomys unicolor

##### Tuco-tucos
- Ctenomys osvaldoreigi
- Ctenomys roigi
- Ctenomys sociabilis

##### Xinxíl·lids
- Chinchilla chinchilla
- Chinchilla lanigera

### Rèptils

#### Crocodilians

##### Al·ligatòrids
- Alligator sinensis

##### Cocodrils
- Cocodril de Cuba
- Cocodril de l'Orinoco
- Cocodril de Siam
- Crocodylus mindorensis

##### Gaviàlids
- Gavial

#### Escatosos

##### Agàmids
- Cophotis dumbara
- Phrynocephalus golubewii
- Phrynocephalus horvathi

##### Ànguids
- Abronia montecristoi
- Celestus anelpistus
- Celestus warreni
- Diploglossus montisserrati

##### Camaleònids
- Bradypodion taeniabronchum

##### Colúbrids
- Alsophis antiguae
- Alsophis ater
- Chironius vincenti
- Dipsas albifrons cavalheiroi
- Lampropeltis herrerae
- Liophis cursor
- Lycodon chrysoprateros
- Masticophis anthonyi
- Serp de collaret (ssp. cetti)
- Serp de collaret (ssp. schweizeri)
- Opisthotropis kikuzatoi

##### Dragons
- Lepidoblepharis montecanoensis
- Phelsuma antanosy

##### Escíncids
- Brachymeles cebuensis
- Chalcides ebneri
- Eumeces longirostris
- Lerista allanae

##### Frinosomàtids
- Sceloporus exsul

##### Iguànids
- Ctenosaura bakeri
- Ctenosaura melanosterna
- Ctenosaura oaxacana
- Ctenosaura oedirhina
- Cyclura carinata
- Cyclura carinata bartschi
- Cyclura carinata carinata
- Cyclura collei
- Cyclura cychlura figginsi
- Cyclura nubila caymanensis
- Cyclura pinguis
- Cyclura ricordi
- Cyclura rileyi cristata
- Cyclura rileyi rileyi
- Iguana crestada de les Fiji
- Iguana de Guatemala
- Iguana de les illes Grand Cayman

##### Lacèrtids
- Acanthodactylus beershebensis
- Acanthodactylus harranensis
- Acanthodactylus mechriguensis
- Acanthodactylus spinicauda
- Darevskia dryada
- Eremias pleskei
- Gallotia auaritae
- Gallotia bravoana
- Gallotia intermedia
- Llangardaix gegant de Hierro
- Philochortus zolii
- Sargantana de la Peña de Francia
- sargantana de les illes Eolias

##### Policròtids
- Anolis roosevelti

##### Tèids
- Ameiva polops

##### Vipèrids
- Bothrops alcatraz
- Crotalus catalinensis
- Escurçó d'Orsini (ssp. moldavica)
- Montivipera wagneri
- Serp de cascavell de l'illa d'Aruba
- Serp punta de llança groga
- Vipera anatolica
- Vipera darevskii
- Vipera orlovi

#### Tortugues

##### Dermatèmids
- Tortuga fluvial

##### Dermoquèlids
- Tortua llaüt

##### Geoemídids
- Batagur kachuga
- Mauremys annamensis
- Siebenrockiella leytensis
- Tortuga d'aigua batagur
- Tortuga d'aigua esplèndida
- Tortuga d'aigua de Sulawesi
- Tortuga de caixa de cap groc
- Tortuga de caixa indoxinesa
- Tortuga de caixa de McCord
- Tortuga de caixa de pa
- Tortuga de caixa xinesa
- Tortuga de caixa de Zhou
- Tortuga-serra d'Arakan

##### Pelomedúsids
- Tortuga del fang de ventre groc (ssp. intergularis)
- Tortuga del fang enfosquida (ssp. parietalis)

##### Podocnèmids
- Tortuga palustre malgatx

##### Quèlids
- Mesoclemmys dahli
- Tortuga-serp de Roti
- Tortuga de Perth

##### Quelònids
- Tortuga carei
- Tortuga bec de lloro

##### Testudínids
- Astrochelys radiata
- Astrochelys yniphora
- Tortuga de les Galápagos (ssp. hoodensis)
- Tortuga estrellada de Birmània
- Tortuga aracnoide
- Tortuga cuaplana
- Tortuga grega (ssp. nikolskii)
- Tortuga egípcia (ssp. werneri)

##### Trioníquids
- Apalone ater
- Tortuga tova reticulada
- Tortuga tova de Xangai
- Tortuga tova africana (subpoblació mediterrània)

### Sarcopterigis

#### Coelacanthiformes

##### Latimèrids
- Celacant

## Cnidaris

### Antozous

#### Escleractinis

##### Acropòrids
- Acropora palmata
- Coral de banya de cérvol

##### Dendrofíl·lids
- Rhizopsammia wellingtoni
- Tubastraea floreana

##### Porítids
- Porites pukoensis

##### Siderastreids
- Siderastrea glynni

### Hidrozous

#### Mil·leporins

##### Mil·lepòrids
- Millepora boschmai

## Mol·luscs

### Bivalves

#### Unionoides

##### Margaritifèrids
- Margaritifera hembeli
- Nàiade auriculada
- Ostra perlera (ssp. durrovensis)

##### Uniònids
- Alasmidonta raveneliana
- Amblema neislerii
- Arkansia wheeleri
- Cyprogenia stegaria
- Dromus dromas
- Elliptio steinstansana
- Epioblasma brevidens
- Epioblasma capsaeformis
- Epioblasma florentina curtisi
- Epioblasma florentina walkeri
- Epioblasma metastriata
- Epioblasma obliquata perobliqua
- Epioblasma othcaloogensis
- Epioblasma penita
- Epioblasma torulosa rangiana
- Fusconaia cor
- Fusconaia cuneolus
- Hemistena lata
- Lampsilis streckeri
- Lampsilis virescens
- Lasmigona decorata
- Lemiox rimosus
- Lexingtonia subplana
- Medionidus parvulus
- Medionidus penicillatus
- Medionidus simpsonianus
- Obovaria retusa
- Pegias fabula
- Plethobasus cicatricosus
- Plethobasus cooperianus
- Pleurobema chattanoogaense
- Pleurobema clava
- Pleurobema collina
- Pleurobema curtum
- Pleurobema furvum
- Pleurobema georgianum
- Pleurobema gibberum
- Pleurobema marshalli
- Pleurobema perovatum
- Pleurobema plenum
- Popenaias popeii
- Potamilus capax
- Ptychobranchus greenii
- Ptychobranchus jonesi
- Quadrula couchiana
- Quadrula fragosa
- Quadrula intermedia
- Quadrula sparsa
- Quadrula stapes
- Quadrula tuberosa
- Quincuncina mitchelli
- Rhombuniopsis tauriformis
- Toxolasma cylindrellus
- Villosa perpurpurea
- Villosa trabalis

### Gastròpodes

#### Arquitenioglossis

##### Ampul·làrids
- Lanistes neritoides

##### Ciclofòrids
- Alycaeus balingensis
- Boucardicus fidimananai
- Boucardicus fortistriatus
- Boucardicus simplex

##### Diplommatínids
- Arinia boreoborneensis
- Arinia dentifera
- Arinia oviformis
- Arinia simplex
- Diplommatina cacuminulus
- Diplommatina madaiensis
- Opisthostoma decrespignyi
- Opisthostoma fraternum
- Opisthostoma inornatum
- Opisthostoma jucundum
- Opisthostoma mirabile
- Opisthostoma otostoma
- Opisthostoma perspectivum
- Opisthostoma sciaphilum
- Opisthostoma thersites
- Opisthostoma trapezium

##### Vivipàrids
- Bellamya liberiana
- Margarya monodi
- Margarya yangtsunghaiensis

#### Cicloneritimorfs

##### Helicínids
- Ogasawarana chichijimana
- Ogasawarana habei
- Ogasawarana metamorpha
- Ogasawarana rex
- Ogasawarana yoshiwarana

##### Nerítids
- Neritina tiassalensis

#### Estilommatòfors

##### Acatinèl·lids
- Achatinella apexfulva
- Achatinella bellula
- Achatinella bulimoides
- Achatinella byronii
- Achatinella cestus
- Achatinella concavospira
- Achatinella curta
- Achatinella decipiens
- Achatinella fulgens
- Achatinella fuscobasis
- Achatinella leucorrhaphe
- Achatinella lila
- Achatinella lorata
- Achatinella mustelina
- Achatinella phaeozona
- Achatinella pulcherrima
- Achatinella pupukanioe
- Achatinella sowerbyana
- Achatinella stewartii
- Achatinella swiftii
- Achatinella taeniolata
- Achatinella turgida
- Achatinella viridans
- Achatinella vulpina
- Gulickia alexandri
- Partulina confusa
- Partulina dubia

##### Amàstrids
- Amastra cylindrica
- Amastra micans
- Amastra rubens
- Amastra spirizona
- Armsia petasus
- Laminella sanguinea
- Tropidoptera heliciformis

##### Bradibènids
- Helicostyla smargadina

##### Ceràstids
- Pachnodus oxoniensis

##### Ceriònids
- Cerion nanus

##### Caròpids
- Kondoconcha othnius
- Mautodontha boraborensis
- Mautodontha ceuthma
- Opanara altiapica
- Opanara areaensis
- Opanara bitridentata
- Opanara caliculata
- Opanara depasoapicata
- Opanara duplicidentata
- Opanara fosbergi
- Opanara megomphala
- Opanara perahuensis
- Orangia maituatensis
- Radioconus goeldi
- Rhysoconcha variumbilicata
- Ruatara koarana
- Trachycystis clifdeni
- Trachycystis placenta

##### Clausílids
- Lampedusa melitensis

##### Draparnàudids
- Draparnaudia anniae
- Draparnaudia subnecata

##### Endodòntids
- Cookeconcha contorta
- Endodonta apiculata

##### Ènids
- Euchondrus ramonensis
- Napaeus isletae
- Pene galilaea

##### Estreptàxids
- Conturbatia crenata
- Glabrennea silhouettensis
- Glabrennea thomasseti
- Gonospira duponti
- Gulella puzeyi
- Gulella salpinx
- Priodiscus spinatus

##### Estrofoquèilids
- Gonyostomus gonyostomus
- Hirinaba curytibana
- Megalobulimus grandis
- Megalobulimus proclivis

##### Euconúlids
- Dupontia levensonia
- Trochochlamys ogasawarana

##### Ferussàcids
- Cecilioides eulima

##### Helicariònids
- Erepta stylodon
- Harmogenanina implicata
- Zingis radiolata

##### Helícids
- Hemicycla saulcyi
- Leptaxis vetusa
- Tyrrhenaria ceratina

##### Helicodíscids
- Zilchogyra paulistana

##### Helmintoglíptids
- Helminthoglypta walkeriana
- Micrarionta feralis

##### Higròmids
- Caseolus subcalliferus
- Discula testudinalis
- Discula tetrica
- Falkneria camerani
- Geomitra delphinuloides
- Trochoidea pseudojacosta
- Xerosecta giustii

##### Làurids
- Leiostyla abbreviata
- Leiostyla cassidula
- Leiostyla gibba
- Leiostyla heterodon
- Leiostyla simulator

##### Oreohelícids
- Radiocentrum avalonense

##### Ortalícids
- Bulimulus achatellinus
- Bulimulus adelphus
- Bulimulus adserseni
- Bulimulus chemitzioides
- Bulimulus curtus
- Bulimulus deridderi
- Bulimulus duncanus
- Bulimulus eos
- Bulimulus eschariferus
- Bulimulus galapaganus
- Bulimulus habeli
- Bulimulus hirsutus
- Bulimulus indefatigabilis
- Bulimulus jacobi
- Bulimulus lycodus
- Bulimulus ochsneri
- Bulimulus reibischi
- Bulimulus saeronius
- Bulimulus sculpturatus
- Bulimulus sp. nov. 'josevillani'
- Bulimulus sp. nov. 'krameri'
- Bulimulus sp. nov. 'nilsodhneri'
- Bulimulus sp. nov. 'tuideroyi'
- Bulimulus sp. nov. 'vanmoli'
- Bulimulus tanneri
- Bulimulus wolfi
- Leuchocharis pancheri
- Placostylus bivaricosus

##### Partúlids
- Partula affinis
- Partula calypso
- Partula clara
- Partula emersoni
- Partula gibba
- Partula guamensis
- Partula langfordi
- Partula leucothoe
- Partula martensiana
- Partula otaheitana
- Partula radiolata
- Partula taeniata
- Partula thetis
- Samoana abbreviata
- Samoana attenuata
- Samoana bellula
- Samoana burchi
- Samoana decussatula
- Samoana dryas
- Samoana fragilis
- Samoana hamadryas
- Samoana oreas
- Samoana strigata

##### Poligírids
- Inflectarius magazinensis

##### Pupíl·lids
- Gyliotrachela luctans

##### Ritídids
- Natalina beyrichi
- Rhytida clarki
- Rhytida oconnori

##### Succinèids
- Oxyloma kanabense

##### Vertigínids
- Hypselostoma elephas
- Paraboysidia serpa

#### Higròfils

##### Limneids
- Lantzia carinata
- Stagnicola utahensis

##### Planòrbids
- Ancylastrum cumingianus
- Biomphalaria barthi
- Ceratophallus socotrensis
- Gyraulus cockburni
- Neoplanorbis tantillus

#### Litorinimorfs

##### Bitínids
- Gabbiella neothaumaeformis
- Sierraia outambensis
- Soapitia dageti

##### Hidròbids
- Angrobia grampianensis
- Belgrandiella austriana
- Belgrandiella ganslmayri
- Belgrandiella mimula
- Belgrandiella parreyssii
- Belgrandiella pelerei
- Belgrandiella styriaca
- Belgrandiella wawrai
- Bythinella bicarinata
- Bythiospeum cisterciensorum
- Coahuilix hubbsi
- Hemistoma whiteleggei
- Jardinella colmani
- Pyrgulopsis bruneauensis
- Somatogyrus biangulatus
- Somatogyrus coosaensis
- Somatogyrus crassus
- Somatogyrus currierianus
- Somatogyrus decipiens
- Somatogyrus excavatus
- Somatogyrus hendersoni
- Somatogyrus humerosus
- Somatogyrus nanus
- Somatogyrus obtusus
- Somatogyrus pygmaeus
- Somatogyrus quadratus
- Somatogyrus strengi
- Somatogyrus tennesseensis

##### Pomatiòpsids
- Fenouilia kreitneri
- Tomichia cawstoni
- Tomichia natalensis
- Tomichia tristis

#### Sacoglossis

##### Sifonàrids
- Siphonaria compressa

#### Sorbeoconcs

##### Pleurocèrids
- Elimia ampla
- Elimia annettae
- Leptoxis melanoidus

#### Vetigastròpodes

##### Orelles de mar
- Haliotis cracherodii

## Onicòfors

### Peripàtids
- Speleoperipatus spelaeus

#### Peripatòpsids
- Opisthopatus roseus
- Peripatopsis leonina